# Rynek w Żarkach

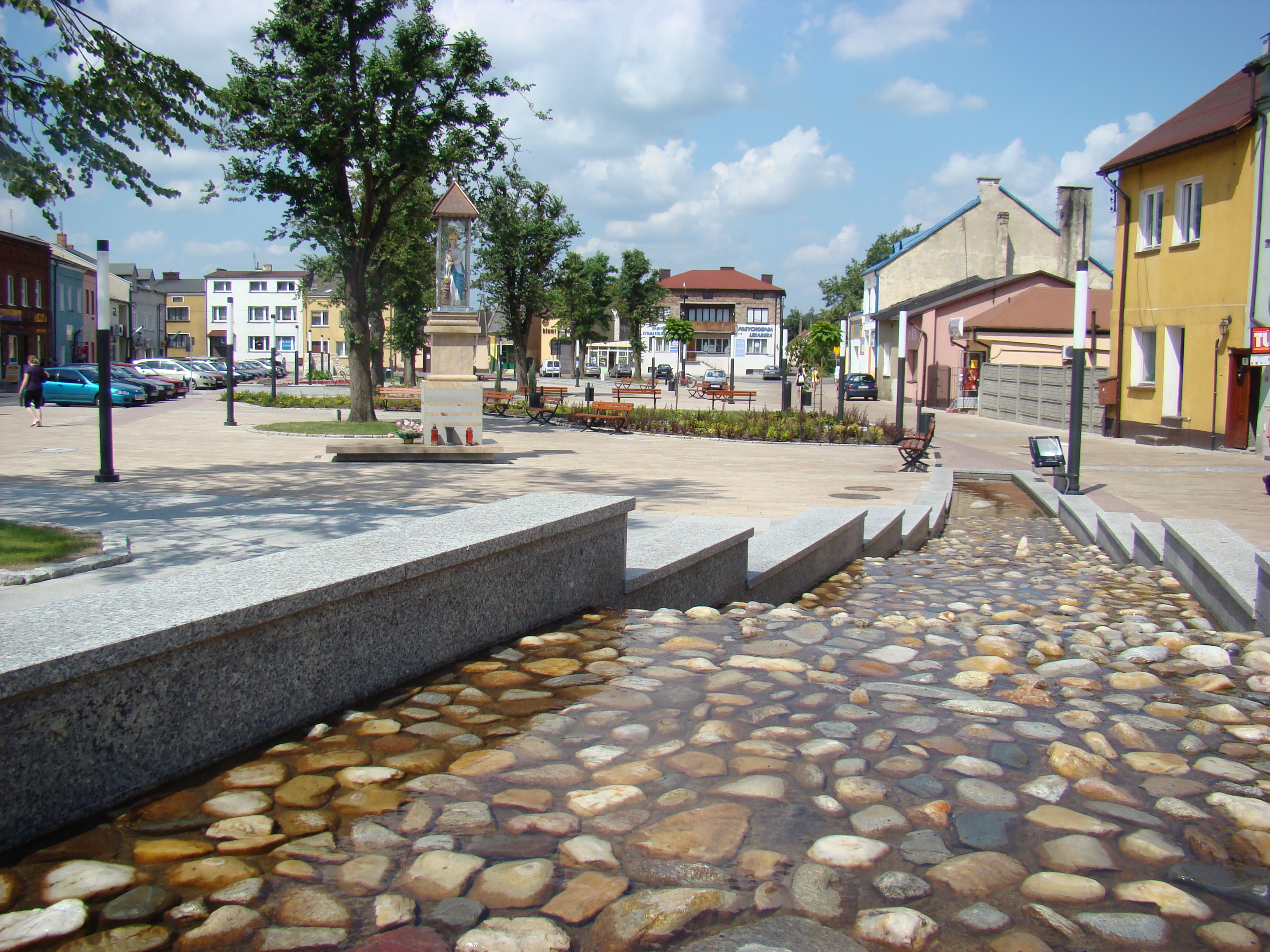
Fontanna i figura maryjna

Rynek w Żarkach – centrum założenia miejskiego Żarek w powiecie myszkowskim.
Główny plac prywatnego miasta w latach 80. XIX w. był bardzo zaniedbany. Słownik geograficzny Królestwa Polskiego wspominał, że osada była biedna i brudna, z porujnowanymi domami i niewybrukowanymi ulicami. Dwukondygnacyjna w przewadze zabudowa pochodzi z różnych okresów XX w. Trapezowy w rzucie rynek łączy w sobie kilka funkcji i stref: placu przedkościelnego (północno-wschodni narożnik), strefy rekreacyjnej i reprezentacyjnej. Główna oś kompozycyjna nakierowana jest na kościół Świętych Apostołów Szymona i Judy Tadeusza, przy czym dawniej była ona prostoliniowa, a po renowacji w 2010 r. ma charakter linii płynnej. Nawierzchnia z elementów granitowych i płyt betonowych. Zachowane jest kilka starych drzew, istnieje też kaskadowa, kilkubasenowa fontanna. Strefę sacrum (przedkościelną) od reszty rynku wydziela symbolicznie figura maryjna na postumencie, jedyny element małej architektury zachowany z okresu międzywojennego.